# مطار وادي حلفا
مطار وادي حلفا (إياتا: WHF، إيكاو: HSSW) هو مطار يخدم وادي حلفا في السودان. يقع على بعد حوالي 14 كيلومتر (8.7 ميل) شرق وادي حلفا.

## تاريخ
في عام 1925، قام آلان كوبهام بأول رحلة استطلاعية لشركة الخطوط الجوية الإمبراطورية (خطوط الجوية البريطانية) من المملكة المتحدة إلى كيب تاون، جنوب أفريقيا، وتوقف عند وادي حلفا في الطريق.
في عام 1937، كانت طائرة من طراز Savoia-Marchetti S.73 تابعة لشركة Ala Littoria تحلق من مطار أسمرة في إريتريا إلى وادي حلفا وتحطمت أثناء اقترابها من المدرج في الساعة 5:30، قُتل جميع أفراد الطاقم الثلاثة والركاب الستة. في نفس العام، بدأت الخطوط الجوية الإمبراطورية خدمة القوارب الطائرة بين ساوثامبتون، المملكة المتحدة ودوربان، جنوب أفريقيا، وتوقفت في وادي حلفا في الطريق.
في عام 1943، بدأت شركة الخطوط الجوية البريطانية رحلة أسبوعية بين القاهرة ووادي حلفا والخرطوم بطائرة لوكهيد نموذج 18 لودستار.
في عام 1952، بدأت شركة (بالإنجليزية: Airwork and Hunting-Clan)‏ (كاليدونيان) بتشغيل خدمة جوية منتظمة تسمى سفاري بين لندن وعنتيبي وتتوقف لفترة في مطار وادي حلفا. واستمرت الخدمة حتى عام 1959.
في عام 1956، كانت الخطوط الجوية الإثيوبية تشغل خدمة بين أديس أبابا وأثينا مع محطة وقود في مطار وادي حلفا.
في عام 1962، أستخدمت طائرة فيكرز 739 فيسكونت تديرها الخطوط الجوية العربية المتحدة وكانت تحلق من القدس إلى القاهرة، كمطار في وادي حلفا بسبب سوء الأحوال الجوية في القاهرة، عندما نفد وقود الطائرة وتحطمت على بعد 5 كيلومترات (3 أميال) غرب مطار وادي حلفا، نجا طاقم الطائرة والركاب البالغ عددهم 16 راكباً.
في عام 2012، أفادت التقارير أن الحكومة السودانية تخطط لبناء مطار جديد في وادي حلفا.

## أنظر أيضا
- النقل في السودان
- قائمة المطارات في السودان